# Karanjoŭka
Karanjoŭka (belarusiska: Каранёўка), även ryska Korenjovka (ryska: Коренёвка) är ett samhälle i Belarus.   Den ligger i voblasten Homels voblast, i den östra delen av landet, 300 km sydost om huvudstaden Minsk. Karanjoŭka ligger 137 meter över havet och antalet invånare är 1 141.

## Natur och klimat
Terrängen runt Karanjoŭka är platt. Runt Karanjoŭka är det tätbefolkat, med 257 invånare per kvadratkilometer.. Närmaste större samhälle är Homel, 13,1 km nordväst om Karanjoŭka.
I omgivningarna runt Karanjoŭka växer i huvudsak blandskog.